# مارك هربرت
مارك هربرت (بالإنجليزية: Marc Herbert)‏ هو لاعب دوري الرغبي أسترالي، ولد في 7 يناير 1987 في كانبرا في أستراليا.